# Simulium exiguum
Simulium exiguum es una especie de insecto del género Simulium, familia Simuliidae, orden Diptera.
Fue descrita científicamente por Roubaud, 1906.